# Maria I a Portugaliei
Maria I (n. 17 decembrie 1734, Lisabona, Portugalia – d. 20 martie 1816, Rio de Janeiro, Rio de Janeiro Captaincy⁠(d), Brazilia) a fost regină a Portugaliei și de Algarve din 1777 până la moartea sa. Cunoscută ca Maria I cea Pioasă (în Portugalia) sau Maria Nebuna (în Brazilia), a fost prima regină nedisputată a Portugaliei. A fost cea mai mare din cele patru fiice ale regelui Iosif I al Portugaliei și a Marianei Victoria a Spaniei.

## Primii ani
Maria s-a născut la Palatul Ribeira din Lisabona. A fost botezată Maria Francisca Isabel Josefa Antónia Gertrudes Rita Joana. La o zi după nașterea ei, bunicul ei, regele João al V-lea al Portugaliei, a numit-o Prințesă de Beira. A fost cea mai mare dintre surorile ei.
Când tatăl ei a urcat pe tron în 1750 ca José I, Maria a devenit moștenitoare prezumptivă și a primit titlul tradițional de Prințesă a Braziliei și Ducesă de Bragança.

## Căsătorie și copii
Maria s-a căsătorit cu unchiul ei, Pedro, Infante al Portugaliei, la 6 iunie 1760. La momentul căsătoriei, Maria avea 25 de ani iar Pedro 42. În ciuda diferenței de vârstă, cei doi au avut o căsnicie fericită. Pedro a devenit în mod automat co-monarh (ca Pedro al III-lea al Portugaliei), atunci când Maria a urcat pe tron, deoarece deja se născuse un copil din căsătoria lor. Cuplul a avut șase copii:
| Name                         | Birth              | Death              | Notes |
| ---------------------------- | ------------------ | ------------------ | --- |
| José, Prinț de Beira         | 20 august 1761     | 11 septembrie 1788 | José Francisco Xavier de Paula Domingos António Agostinho Anastácio căsătorit cu Infanta Benedita a Portugaliei, fără copii. Moartea lui la vârsta de 27 de ani l-a făcut moștenitor aparent pe fratele lui mai mic care mai târziu a ajuns rege. |
| João de Bragança             | 20 octombrie 1762  | 20 octombrie 1762  | João s-a născut mort la Palatul Ajuda National. |
| João Francisco de Bragança   | 16 septembrie 1763 | 10 octombrie 1763  | João Francisco de Paula Domingos António Carlos Cipriano s-a născut la Palatul Ajuda National. |
| João al VI-lea               | 13 mai 1767        | 10 martie 1826     | João Maria José Francisco Xavier de Paula Luís António Domingos Rafael căsătorit cu Carlota Joaquina a Spaniei și a avut copii. A fost rege al Portugaliei și împărat al Braziliei.                                                               |
| Mariana Victoria de Bragança | 15 decembrie 1768  | 2 noiembrie 1788   | Maria Ana Vitória Josefa Francisca Xavier de Paula Antonieta Joana Domingas Gabriela căsătorită cu Infantele Gabriel al Spaniei fără copii. |
| Maria Clementina de Bragança | 9 iunie 1774       | 27 iunie 1776      | Maria Clementina Francisca Xavier de Paula Ana Josefa Antónia Domingas Feliciana Joana Michaela Julia de Bragança s-a născut la Palatul Queluz National.                                                                                          |
| Maria Isabel de Bragança     | 12 decembrie 1776  | 14 ianuarie 1777   | Maria Isabel s-a născut la Palatul Queluz National.. |